# British Ensign

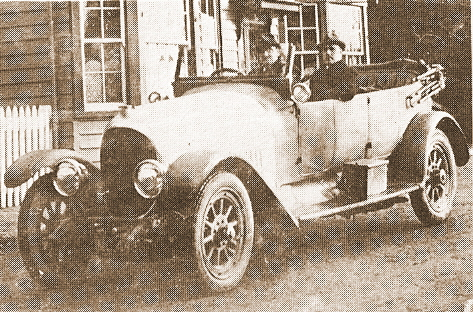
British Ensign 38.4 hp (1920)

British Ensign war ein britischer Automobilhersteller in Willesden Green in London.

## Unternehmensgeschichte
Zwischen 1913 und 1922 entstanden Automobile der oberen Mittelklasse mit dem Markennamen British Ensign. Das Sechszylindermodell, das von 1920 bis 1922 gebaut wurde, war auch als Crown Ensign im Angebot. 1926 begann die Produktion erneut. Diesmal wurden die Fahrzeuge als Gillett vermarktet. 1927 endete die Produktion.

## Fahrzeuge

### British Ensign und Crown Ensign
Von 1913 bis 1914 wurden vier verschiedene Vierzylindermodelle von 15 hp bis 22 hp gleichzeitig gefertigt. Danach wurde die Fertigung kriegsbedingt eingestellt. Ab 1920 gab es zwei neue Modelle, einen 11.9 hp mit Vierzylindermotor und das oben erwähnte Sechszylindermodell mit 38.4 hp. Letzteres besaß eine obenliegende Nockenwelle und entwickelte 96 bhp (71 kW) aus 6770 cm³ Hubraum. Die Motorkraft wurde über eine Entz Magnetic Transmission an die Hinterräder weitergeleitet.

### Gillett
Zwischen 1926 und 1927 stellte das Unternehmen erneut Automobile her. Designer war E. H. Gillett. Es handelte sich um Kleinwagen. Die Karosserie bot Platz für zwei Erwachsene und zwei Kinder. Ein Vierzylindermotor mit OHV-Ventilsteuerung und 1020 cm³ Hubraum war vorne im Fahrzeug montiert und trieb über eine Kardanwelle die Hinterachse an. Das Getriebe hatte drei Gänge. Die Ausstattung umfasste Vierradbremsen, elektrisches Licht und Elektrostarter. Der Neupreis betrug 100 Pfund für die Basisversion und 103 Pfund für die Ausführung mit vernickeltem Kühlergrill und vernickelten Armaturen. Nach 25 hergestellten Fahrzeugen kam das Ende.

## Modelle
| Marke und Modell                                | Bauzeitraum | Zylinder | Hubraum  | Radstand | Quelle      |
| ----------------------------------------------- | ----------- | -------- | -------- | -------- | ----------- |
| British Ensign 22 hp                            | 1913        | 4 Reihe  | 4253 cm³ | 3200 mm  | [ 3 ]       |
| British Ensign 15 hp                            | 1914        | 4 Reihe  | 2610 cm³ | 3048 mm  | [ 3 ]       |
| British Ensign 18 hp                            | 1914        | 4 Reihe  | 2951 cm³ | 2896 mm  | [ 3 ]       |
| British Ensign 20 hp                            | 1914        | 4 Reihe  | 4253 cm³ | 3353 mm  | [ 3 ]       |
| British Ensign 38.4 hp und Crown Ensign 38.4 hp | 1920–1922   | 6 Reihe  | 6770 cm³ | 3759 mm  | [ 3 ]       |
| British Ensign 11.9 hp                          | 1922        | 4 Reihe  | 1795 cm³ | 2896 mm  | [ 3 ]       |
| Gillett                                         | 1926–1927   | 4 Reihe  | 1020 cm³ |          | [ 1 ] [ 2 ] |